# Titan IIIC

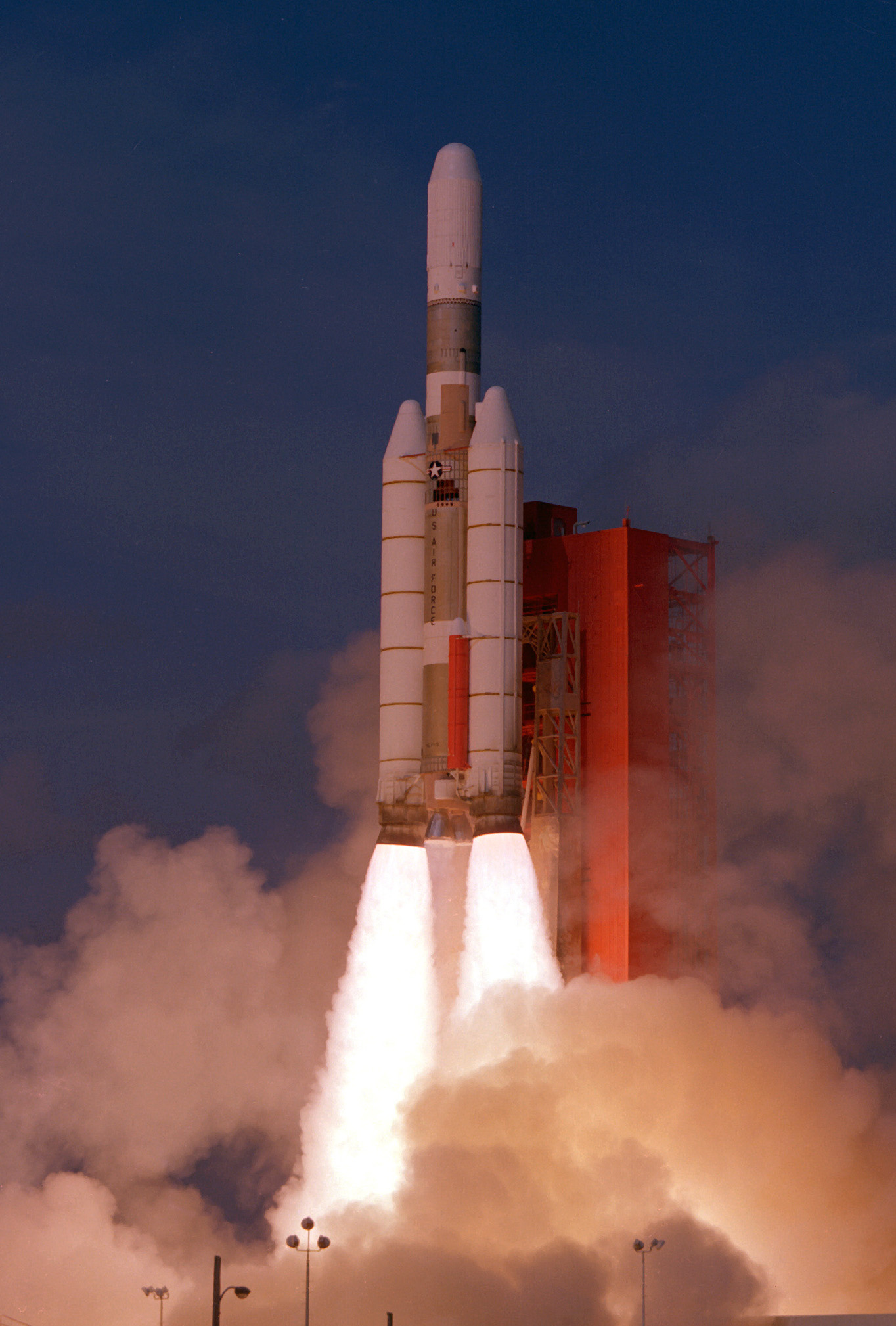
Um foguete Titan IIIC sendo lançado.

O Titan IIIC, foi um veículo de lançamento descartável de origem Norte americana. 
Fabricado pela Martin Marietta, foi desenvolvido em 1965, e suportava cargas úteis de grande porte.
O Titan IIIC, consistia de um núcleo movido a combustível líquido e dois motores auxiliares laterais, movidos a combustível sólido.
O núcleo desse modelo, consistia de três estágios:
- O primeiro, usava um motor LR-87 (com duas câmaras de combustão), e a combinação de Aerozine 50 e NTO como propelentes.
- O segundo, usava um motor LR-91, montado numa estrutura com o mesmo diâmetro do primeiro, e usando a mesma mistura de propelentes.
- O terceiro, conhecido como Titan Transtage tinha a capacidade de ter o seu funcionamento interrompido e reiniciado, usando a mesma mistura de propelentes.